# Transatlantikregatta 1960
Die Transatlantikregatta 1960, auch 1960 Transatlantic-Race for the King of Sweden's Cup, führte von Bermuda nach Skagen. Die Transatlantikregatta war eine Zubringerregatta zum Skaw-Race aus Anlass des 100-jährigen Bestehens des Königlich Schwedischen Göteborg Yacht-Clubs (GKSS) und sollte diesem Jubiläum sportliche Internationalität über Skandinavien hinaus bringen. Deutsche Teilnehmer waren die Yachten Hamburg VI des Hamburgischen Vereins Seefahrt und Krupps Germania V. Die Vorgängerbauten dieser Yachten waren bereits vor dem Ersten Weltkrieg als traditionelle Rivalen auf der Kieler Förde sportlich gegeneinander angetreten.

## Verlauf
Das Rennen für Hochseeyachten über eine Distanz von 3434 Seemeilen startete im Anschluss an das vorangegangene Bermuda Race von Newport (Rhode Island) nach Hamilton (Bermuda). Der Start der teilnehmenden 17 Segelyachten, eingeteilt in die drei Größenklassen A, B und C, aus vier Nationen fand am 30. Juni 1960 vor St. David’s Head statt. Der Kurs war begrenzt durch eine fiktive „Wendemarke A“, die zur Vermeidung der Eisdrift westlich zu lassen war, und führte von dort in Richtung Fair Isle, und damit  nördlich um die Orkney-Inseln, und von dort zur Ziellinie bei Skagen Feuerschiff, welches von den ersten Yachten am 19. Juli 1960 erreicht wurde. Der Zielhafen war dann Marstrand an der Westküste Schwedens.

## Ergebnisse nach berechneter (vergüteter) Zeit
Im Yachtsport segeln meist Yachten unterschiedlicher Größen und Bauart gegeneinander. Die gesegelten Zeiten werden durch Zeitvergütungen errechnet aus Vermessungsformeln vergleichbar gemacht.

### Klasse A
- Ondine (USA), 1. Preis
- Barlovento (USA), 2. Preis
- Germania V (Deutschland), 3. Preis
- Hamburg VI (Deutschland), 4. Platz
- Dyna (USA), 5. Platz
- Escapade (USA), 6. Platz
- Drumbeat (UK), DNF (Aufgabe wegen Mastbruch)

### Klasse B
- Figaro (USA), 1. Preis
- Windrose (USA), 2. Preis
- Anitra (Schweden), 3. Preis
- Carina (USA), 4. Platz
- Cyane (USA), 5. Platz
- Palawan (USA), 6. Platz

### Klasse C
- Belmore (UK), 1. Preis
- Delight (USA), 2. Preis
- Casella II (Schweden), 3. Platz
- Danegeld (UK), 4. Platz